# Rivière Bellecombe
Pour les articles homonymes, voir Bellecombe (homonymie).
La rivière Bellecombe est un affluent de la rivière Beauchastel, coulant dans la ville de Rouyn-Noranda, dans la région administrative de l’Abitibi-Témiscamingue, au Québec, au Canada.
La foresterie et l’agriculture s’avèrent les principales activités économiques du secteur.
Annuellement, la surface de la rivière est généralement gelée de la mi-novembre à la fin avril, néanmoins, la période de circulation sécuritaire sur la glace est habituellement de la mi-décembre à la mi-avril.

## Géographie
Les bassins versants voisins de la rivière Bellecombe sont :
- Côté nord : rivière Beauchastel, lac Beauchastel, rivière Kinojévis, lac Bruyère ;
- Côté est : rivière Kinojévis, lac Vaudray, rivière Beauchastel, lac Kinojévis ;
- Côté sud : rivière Beaudry, rivière des Outaouais, ruisseau Barrière ;
- Côté ouest : lac Beauchastel, rivière à Pressé, lac Montbeillard, rivière Beauchastel.

La rivière Bellecombe prend sa source à l’embouchure du lac Bellecombe (longueur : 2,4 km ; largeur : 0,8 km ; altitude : 321 m en zone forestière. L’embouchure de ce lac est situé à :
- 8,8 km au sud-est de la confluence de la rivière Bellecombe et de la rivière Beauchastel ;
- 9,0 km au sud-est de la confluence de la rivière Beauchastel et du lac Kinojévis ;
- 17,2 km au sud-est du centre-ville de Rouyn-Noranda ;
- 19,0 km à l'est du lac Opasatica ;
- 31,7 km au nord-ouest de la confluence de la rivière Kinojévis et de la rivière des Outaouais[2].

À partir de l’embouchure du lac Bellecombe, la « rivière Bellecombe » coule sur 19,7 km en zone de marais et en zone forestière selon les segments suivants :
- 1,0 km vers le nord-ouest, jusqu’à un ruisseau (venant du sud-ouest) ;
- 1,8 km vers le nord en formant une grande boucle vers l'ouest, jusqu’au chemin des 7e et 8e rang Est ;
- 6,2 km vers le nord en formant une grande boucle vers le sud-ouest et en traversant une zone de marais en fin de segment, en serpentant jusqu’à un ruisseau (venant du nord-ouest) ;
- 7,4 km vers le nord-est en parallèle (du côté sud) du chemin du 9e été 10e rang Est et en serpentant jusqu’au chemin du 9e et 10e rang Est ;
- 3,3 km vers le nord-est, jusqu’à son embouchure[3].

L’embouchure de la rivière Bellecombe se situe à :
- 0,8 km au sud-est de la confluence de la rivière Beauchastel et du lac Kinojévis ;
- 12,8 km au sud-est du centre-ville de Rouyn-Noranda ;
- 25,4 km au nord-est du lac Opasatica ;
- 31,6 km au nord-ouest de la confluence de la rivière Kinojévis et de la rivière des Outaouais.

La rivière Bellecombe se déverse sur la rive sud de la rivière Beauchastel à une altitude de 269 m) et à 0,2 km à l'est de l’embouchure du lac Beauchastel. À partir de l’embouchure de la rivière Bellecombe, le courant coule vers l'est pour se déverser dans le lac Kinojévis lequel est traversé par la rivière Kinojévis, un affluent de la rive nord de la rivière des Outaouais.

## Toponymie
Le terme Bellecombe se réfère à une commune française située dans le département du Jura en région Bourgogne-Franche-Comté.
Le toponyme rivière Bellecombe a été officialisé le 5 décembre 1968 à la Commission de toponymie du Québec, soit lors de la création de la Commission.